# Max Fischer (político)
Max Fischer (6 de maio de 1927 - 11 de julho de 2015) foi um político alemão e representante da União Social-Cristã da Baviera.